# Скотт Чіпперфілд
Скотт Чіпперфілд (англ. Scott Chipperfield; нар. 30 грудня 1975, Сідней) — австралійський футболіст, півзахисник, гравець швейцарського «Базеля» та збірної Австралії.

## Біографія
Свою професійну кар'єру розпочав 1996 року у команді «Вуллонг Вулвз». У 2001 року перейшов у «Базель». Учасник чемпіонату світу з футболу 2006 року. На цьому чемпіонаті світу він був одним з найкращих футболістів збірної Австралії і допоміг своїй команді дійти до 1/8 фіналу цих змагань.

## Досягнення
- Володар Кубка націй ОФК: 2000, 2004;
- Срібний призер Кубка націй ОФК: 1998, 2002;
- Переможець чемпіонату Австралії з футболу: 2000, 2001;
- Переможець Ліги чемпіонів ОФК: 2001;
- Чемпіон Швейцарії з футболу: 2001—2002, 2003—2004, 2004—2005, 2007—2008, 2009—2010 2010—2011, 2011—2012;
- Переможець Кубка Швейцарії з футболу: 2001—2002, 2002—2003, 2006—2007, 2007—2008, 2009—2010, 2011—2012.